# Eulithis uniformata
Eulithis uniformata là một loài bướm đêm trong họ Geometridae.